# Кухня Центральноафриканської Республіки

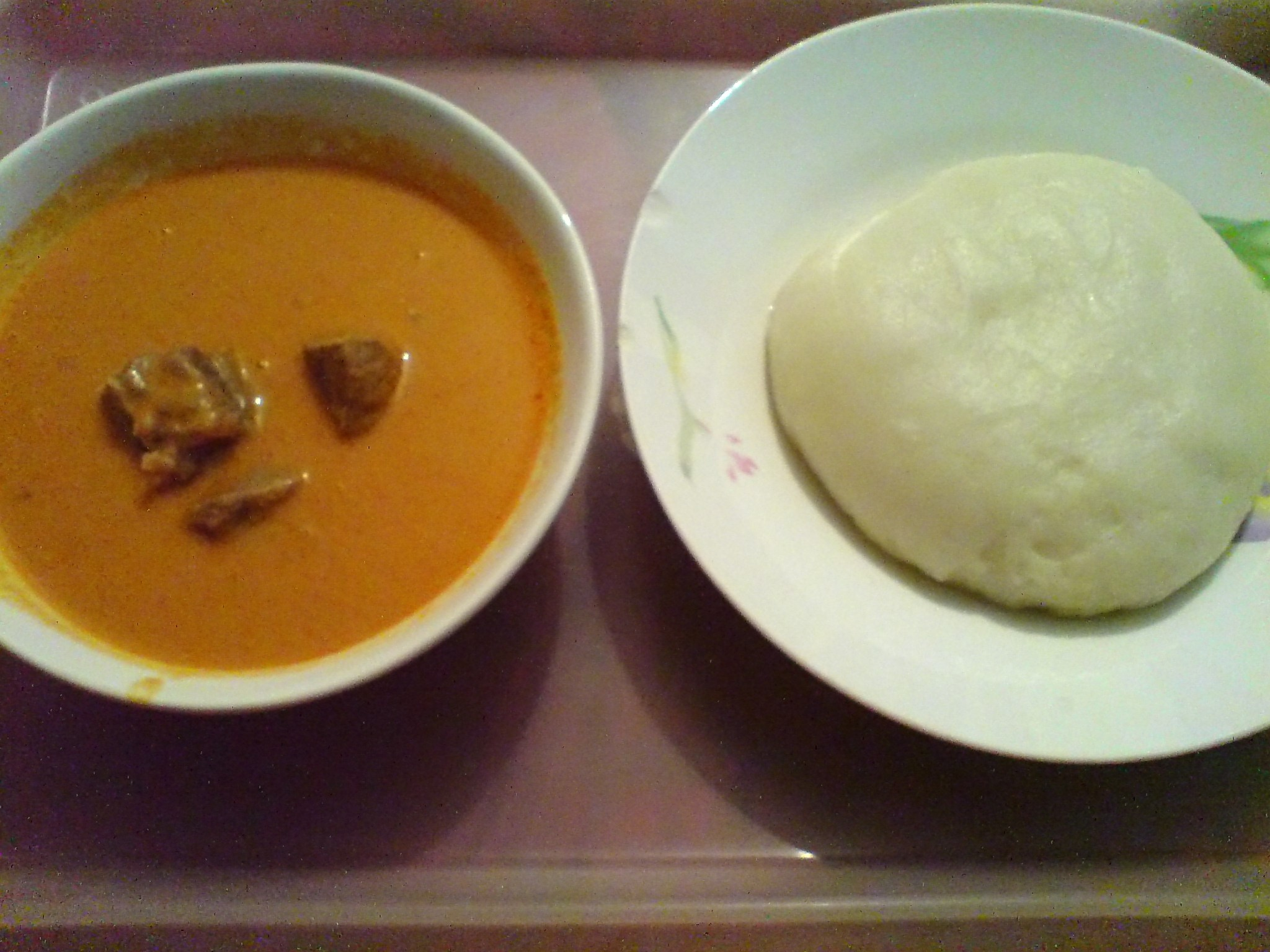
Арахісовий суп (на фото ліворуч). Фуфу (на фото праворуч) — основні харчові продукти Західної та Центральної Африки. Це густа паста, приготовлена шляхом кип'ятіння крохмальних коренеплідів у воді та розтирання суміші ступкою та товкачем

Кухня Центральноафриканської Республіки (фр. Cuisine centrafricaine) — сукупність кулінарних традицій народів, що населяють ЦАР. Традиційним сільським господарством культивується просо, сорго, банани, ямс, окра, жовта цибуля, часник, шпинат, рис та пальмова олія. Вирощуються також завезені культури, переважно американського походження — кукурудза, маніок, арахіс, перець чилі, солодка картопля та помідори.
Для Центральноафриканської Республіки характерний дефіцит м'яса, однак, риба досить часто використовується як інгредієнт для різних страв; іншими джерелами білка служать арахіс та комахи, такі як цикади, коники, цвіркуни та терміти, яких також вживають в їжу. Звичним м'ясом, що використовується в центральноафриканській кухні є курятина та козлятина. Серед населення країни, особливо в сільській місцевості та в посушливу пору року, популярне полювання; добута дичина йде в їжу. Основні продукти харчування, як-от пшоно, рис, кунжут та сорго містять крохмаль. Також вживаються різноманітні овочі та соуси.
У придорожніх лавках продаються такі продукти, як випічка і макара (різновид смаженого хліба), бутерброди, м'ясо на грилі та закуски. На ринках Бангі можна придбати гусениць, яких місцеві мешканці також вживають в їжу. Використовуються дикі бульби, листя та гриби. Широкого поширення набула пальмова олія.
У столиці республіки Бангі поширена західна кухня і, крім того, є готельні ресторани. Офіційний вік вживання алкоголю — 18 років. Мусульманам заборонено вживати алкоголь.

## Основні продукти та страви
- Бушміт
- Маніока та зелень маніоки[6]
- Курча і кмин рагу[5]
- Чичінга  — шашлик з козлятини на грилі[2]
- Соус Егусі, поширений у багатьох районах Центральної Африки[7]
- Риба, така, як нільський окунь[1] (Nile perch), which is fished at the river in Bangui[7]
- Фрукти (апельсини, банани, плантани, ананаси)[7]
- Футу  — розтерті банани. Фуфу і  футу  їдять як хліб і часто подають з рагу, супами та соусами. Пюре з батату також іноді використовують для приготування футу[1] Both fufu and foutou are eaten like bread and often served with stews, soups and sauces[2][3] Mashed yams are also sometimes used to prepare foutou.[7]
- Фуфу, розтерта маніока[1]
- Фулані Буллі — каша з рисом, арахісовоб пастою, пшоняним борошном та лимоном[2]
- Гозо — паста, приготовлена з борошна маніоки[7]
- Канда ті німа — пряні фрикадельки з яловичини[2]
- Муаме де галінья — курка з окрою та пальмовою олією[3][5]
- Муамба — рагу з рубаних пальмової олії[3]
- Шпинат часто приготований з арахісом[7]
- Рагу зі шпинату[2][5]
- Креветки з відвареним бататом/вареним ямсом[5]
- Ямс, який є корінним для мешканців Центральноафриканської Республіки[1]. В середині 1800-х років європейцями були введені додаткові нові сорти ямсу[1]

## Напої

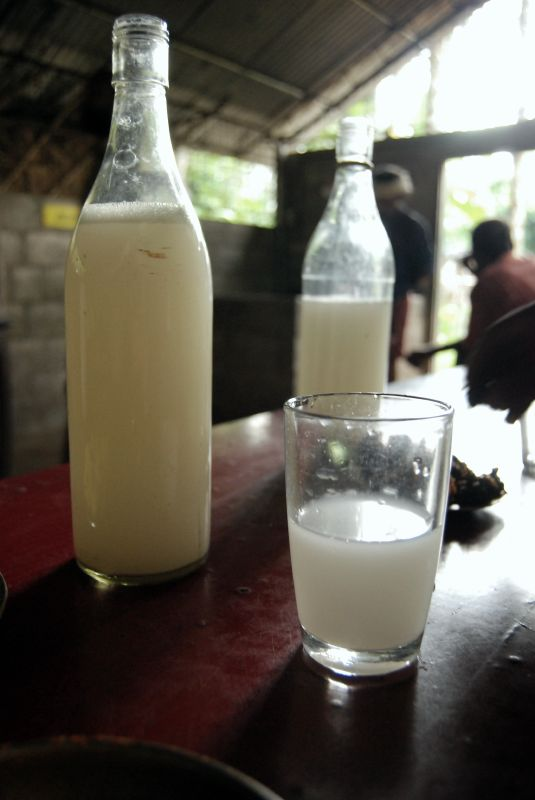
Пальмове вино

### Алкогольні напої
- Пальмове вино
- Бананове вино
- Пиво
- Найпоширеніші пивні бренди Mocaf та Export (пивний бренд)[4]
- Алкоголь з маніоки або сорго

### Безалкогольні напої
- Кава[2]
- Чай[2] (чай іта кава готуються з цукром і згущеним молоком з банок)[4]
- Імбирне пиво[5]
- Карканджі — це квітковий напій гібіскуса з півночі[2]

## Кухня Бангі
Бангі є столицею Центральноафриканської Республіки, і в основний раціон тут входять маніок, рис, гарбуз, банани та м'ясо на грилі. Бамія або гомбо — це популярний овоч. Арахіс та арахісова паста широко використовуються. Загальну популярність завоювали як дичину, так та рибні страви, такі як мабоке.
В Бангі є три типи ресторанів. Деякі спеціалізуються на стравах зарубіжної кухні, таких як «Relais des Chasses», «La Tentation» і «L'Escale», які орієнтовані на французьку кухню, в той час, як інші — «Ali Baba» та «Beyrouth» подають страви ліванської кухні. Є велика кількість африканських ресторанів, таких як «Мадам Мбока», улюблених місцевими мешканцями. Бари та вуличні продуктові крамниці доповнюють кулінарну сцену Бангі.